# صفر أباد (خبريز)
صفر أباد (بالفارسية: صفرآباد) هي قرية تقع في إيران في قسم خبریز الريفي. يقدر عدد سكانها بـ 162 نسمة بحسب إحصاء 2016.